# Спортинг Клуб де Гоа
«Спортинг Клуб де Гоа» (англ. Sporting Clube de Goa) — индийский футбольный клуб из штата Гоа, выступающий в Профессиональной лиге Гоа. Основан в 1999 году. Домашние матчи проводит на стадионе «Дулер», вмещающем 10 тыс. зрителей. История его образования связана с португальским клубом «Спортинг», поэтому команды имеют схожую эмблему.

## История
В сезоне 2003/04 клуб мог взять «золото», но уступил в решающем матче клубу «Демпо». Перед решающим матчем произошла тяжелая автомобильная авария, в которую попал клубный автобус с командой на борту. 4 игрока в тот год выбыли из состава из-за полученных травм до конца сезона, и ещё несколько футболистов были травмированы не так тяжело. Несмотря на это клуб, ведомый нигерийцом Дуду Омагбеми, сумел героически взять 2-е место в чемпионате, опередив традиционных фаворитов: «Ист Бенгал», «Мохун Баган», «Салгаокар» и «Махиндру Юнайтед».
В 2007 году «Спортинг Гоа» стал одним десяти клубов-основателей нового высшего полностью профессионального дивизиона Индии — Ай-лига.
Перед сезоном 2016/17 Всеиндийская футбольная федерация исключила из Ай-лиги два гоанских клуба — «Спортинг Гоа» и «Салгаокар».

## Достижения
- Серебряный призёр чемпионата Индии (1):

2005
- Победитель второго дивизиона чемпионата Индии (1):

2003